# Rathaus (Diedesfeld)
Das Rathaus von Diedesfeld ist ein Bauwerk in Neustadt an der Weinstraße. Es steht unter Denkmalschutz.

## Lage
Das Bauwerk befindet sich mitten in Diedesfeld, das 1969 nach Neustadt an der Weinstraße eingemeindet wurde, in der Remigiusstraße und trägt die Hausnummer 2. Letztere mündet unmittelbar südwestlich in die Kreuzstraße ein. Unmittelbar vor dem Rathaus steht ein ebenfalls denkmalgeschütztes Kriegerdenkmal.

## Geschichte
Das Bauwerk wurde im frühen 17. Jahrhundert errichtet und erfuhr Mitte des 18. Jahrhunderts einen Umbau. Jahrhundertelang fungierte das Gebäude als Rathaus von Diedesfeld; seit der Eingemeindung nach Neustadt fungiert es als Sitz der Ortsverwaltung und des Ortsbeirats.

## Architektur
Beim Bauwerk handelt es sich um einen spätbarocken Krüppelwalmdachbau, der eine Vorhalle und eine Figurennische umfasst; er ist mit der Jahreszahl 1751 bezeichnet. Das Renaissanceportal ist mit 1601 bezeichnet. Zum Ensemble gehört eine klassizistische Brunnenanlage.